# 1441
1441 (MCDXLI) je bilo navadno leto, ki se je po julijanskem koledarju začelo na nedeljo.

## Dogodki
- 1. marec - Vojska Celjskih knezov premaga Ogrske sile pri Samoborju pod Gorjanci.

## Smrti
- 9. januar - Paul von Rusdorf, 29. veliki mojster Tevtonskega viteškega reda (* okoli 1385)

Neznan datum
- Ivan Hunyadi mlajši, ban Severinske banovine (* okoli 1419)